# Craufurdland Castle

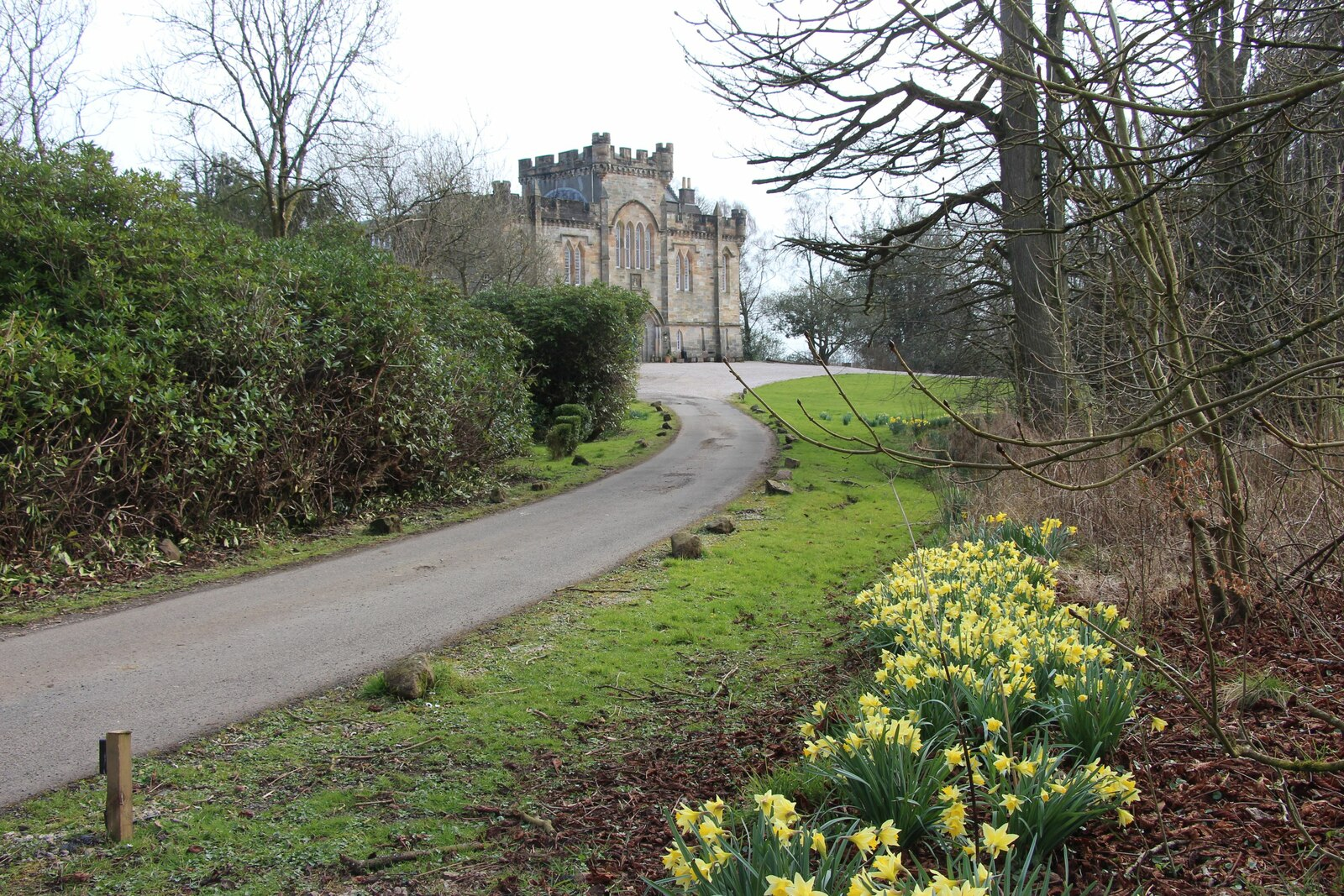
Craufurdland Castle (2022)

Craufurdland Castle ist ein Herrenhaus nahe der schottischen Stadt Kilmarnock in der Council Area East Ayrshire. 1971 wurde das Bauwerk in die schottischen Denkmallisten in der höchsten Denkmalkategorie A aufgenommen.

## Geschichte
Craufurdland Castle ist Stammsitz der Crawfords of Craufurdland. Die ältesten Gebäudeteile stammen wahrscheinlich aus dem 15., spätestenfalls jedoch aus dem frühen 16. Jahrhundert. Im Laufe des 17. Jahrhunderts wurde ein Flügel hinzugefügt. Um diese Zeit wurden auch Teile des Innenraums überarbeitet, wie aus der Datumsangabe 1648 an den Stuckarbeiten hervorgeht. Sein heutiges Aussehen erhielt Craufurdland Castle zwischen 1830 und 1840 als weitere Gebäudeteile ergänzt und die Architektur im neogotischen Stil überarbeitet wurde.

## Beschreibung
Das Gebäude liegt isoliert auf einem weitläufigen Grundstück rund drei Kilometer nordöstlich des Zentrums von Kilmarnock. Ein dreistöckiger Turm mit auskragendem Wehrgang mit Maschikulis und Ecktourellen im Westflügel stammt wahrscheinlich aus dem 15. Jahrhundert und stellt den Kern des Herrenhauses dar. Im Inneren befindet sich ein großer Saal mit Kreuzgewölbe. Oberhalb einer Tür ist ein Bleiglasfenster mit heraldischen Symbolen eingelassen. Der zweistöckige, ostgerichtete King′s Wing stammt aus dem 17. Jahrhundert und ist im Innenraum mit reich ornamentierten Stuckdecken und Holzvertäfelungen gestaltet. Das Bruchsteinmauerwerk ist teilweise mit Harl verputzt und die Giebelflächen sind als Staffelgiebel gearbeitet.